# Cratere Diamond
Diamond è un cratere sulla superficie di 2867 Šteins.